# Leopoldo Valentini
Leopoldo Valentini (Roma, 4 marzo 1912 – Roma, 26 gennaio 1983) è stato un attore italiano.

## Biografia
Iniziò la sua attività nel teatro di rivista, affermandosi come attore di buone qualità sia mimiche che drammatiche.
Esordì al cinema durante la Seconda guerra mondiale, interpretando numerosi film di genere comico-leggero e "popolare". Nel 1949 interpretò il ruolo del maggiordomo del tenente Rutelli in Yvonne la Nuit di Giuseppe Amato con Olga Villi e Totò, del capostazione in Anselmo ha fretta di Gianni Franciolini con Gino Cervi e Gina Lollobrigida e don Peppino in Tormento di anime.

## Filmografia parziale
- L'ultima carrozzella, regia di Mario Mattoli (1943)
- La vispa Teresa, regia di Mario Mattoli (1943)
- Ho tanta voglia di cantare, regia di Mario Mattoli (1943)
- Galop finale al circo, episodio di Circo equestre Za-bum, regia di Mario Mattoli (1945)
- Fiamme sul mare, regia di Michał Waszyński (1947)
- Sono io l'assassino, regia di Roberto Bianchi Montero (1947)
- I contrabbandieri del mare, regia di Roberto Bianchi Montero (1948)
- I pompieri di Viggiù, regia di Mario Mattoli (1949)
- Torna a Napoli, regia di Domenico Gambino (1949)
- La sposa non può attendere, regia di Gianni Franciolini (1949)
- Yvonne la nuit, regia di Giuseppe Amato (1949)
- Vivere a sbafo, regia di Giorgio Ferroni (1949)
- La figlia del mendicante, regia di Carlo Campogalliani (1950)
- La scogliera del peccato, regia di Roberto Bianchi Montero (1950)
- Il diavolo in convento, regia di Nunzio Malasomma (1950)
- Il voto, regia di Mario Bonnard (1950)
- Tormento di anime, regia di Cesare Barlacchi (1951)
- Stasera sciopero, regia di Mario Bonnard (1951)
- Napoleone, regia di Carlo Borghesio (1951)
- Pentimento, regia di Enzo Di Gianni (1952)
- Primo premio: Mariarosa, regia di Sergio Grieco (1952)
- Il prezzo dell'onore, regia di Ferdinando Baldi (1952)
- Ergastolo, regia di Luigi Capuano (1952)
- Una madre ritorna, regia di Roberto Bianchi Montero (1952)
- Café chantant, regia di Camillo Mastrocinque (1953)
- Addio, Napoli!, regia di Roberto Bianchi Montero (1954)
- Nessuno ha tradito, regia di Roberto Bianchi Montero (1954)
- Dramma nel porto, regia di Roberto Bianchi Montero (1965)
- Avventura in città, regia di Roberto Savarese (1958)
- Il pirata dello sparviero nero, regia di Sergio Grieco (1958)
- Le dritte, regia di Mario Amendola (1958)
- Il bacio del sole (Don Vesuvio), regia di Siro Marcellini (1958)
- Gastone, regia di Mario Bonnard (1959)
- I ladri, regia di Luigi Fulci (1959)
- La Pica sul Pacifico, regia di Roberto Bianchi Montero (1959)
- Simpatico mascalzone, regia di Mario Amendola (1959)
- Il mondo dei miracoli, regia di Luigi Capuano (1959)
- Il generale della Rovere, regia di Roberto Rossellini (1959)
- Juke box - Urli d'amore, regia di Mauro Morassi (1959)
- Le pillole di Ercole, regia di Luciano Salce (1960)
- Signori si nasce, regia di Mario Mattoli (1960)
- Ferragosto in bikini, regia di Marino Girolami (1960)
- Risate di gioia, regia di Mario Monicelli (1960)
- Era notte a Roma, regia di Roberto Rossellini (1960)
- Il mio amico Jekyll, regia di Marino Girolami (1960)
- Il carabiniere a cavallo, regia di Carlo Lizzani (1961)
- I masnadieri, regia di Mario Bonnard (1961)
- Obiettivo ragazze, regia di Mario Mattoli (1961)
- Il mantenuto, regia di Ugo Tognazzi (1961)
- Il federale, regia di Luciano Salce (1961)
- I 4 moschettieri, regia di Carlo Ludovico Bragaglia (1963)
- Il capitano di ferro, regia di Sergio Grieco (1963)
- D'Artagnan contro i 3 moschettieri, regia di Fulvio Tului (1963)
- Letto di sabbia, regia di Albino Principe (1964)
- I complessi, regia di Dino Risi (1965)
- Con rispetto parlando, regia di Marcello Ciorciolini (1965)
- Satyricon, regia di Gian Luigi Polidoro (1968)
- Professione bigamo, regia di Franz Antel (1969)
- I clowns, regia di Federico Fellini (1970)